# Аеродром Солт Лејк Сити
Међународни аеродром Солт Лејк Сити (: , : ) (енгл. Salt Lake City International Airport) је ваздушна лука која опслужује Солт Лејк Сити, САД. Највећи је јавни аеродром у савезној држави Јута. Налази се у западном делу Солт Лејк Ситија и уједно је цивилни и војни аеродром.
Најближи је комерцијални аеродром за подручје у којем живи више од 2,5 милиона становника.
Године 2010, кроз аеродром је укупно прошло 21.016.686 путника, односно 2,81% више него претходне године.
Према подацима из јуна 2009, свакодневно је било више од 450 полазака на преко 109 дестинација широм САД, Канаде и Мексика, као и према Паризу и Токију.